# 德盛福酒窖
德盛福酒窖位於四川省宜賓市翠屏區，文物遺址年代判定為明。2012年7月16日公佈為第八批四川省文物保護單位。

## 簡介[2]
“德盛福”酒窖，位於四川省宜賓市翠屏區走馬街86號，現存窖池5口，建於明代成化十四年（1479），窖池呈南北走向，雙行排到，窖形呈斗狀，長2-2.4公尺，寬1.4-1.6公尺，深1.8公尺；保存完整，現仍在生產使用。該窖池與五糧液“利川永”酒窖，同為我國現存最早的地穴式曲酒發酵窖。1999年，“德盛福酒窖”被宜賓市人民政府公佈為市級文物保護單位。